# Claude Payton
Claude Payton, (nome completo Claude Duval Payton) (Centerville, 30 marzo 1882 – Los Angeles, 1º marzo 1955), è stato un attore statunitense che lavorò nel cinema all'epoca del muto. Nella sua carriera, iniziata nel 1914, ricoprì spesso ruolo da comprimario. All'avvento del sonoro, però, fu confinato a ruoli minori, sovente neppure accreditato nei titoli.

## Filmografia
- Jean of the Wilderness, regia di James Durkin - cortometraggio (1914)
- The Master Hand, regia di Arthur Ellery - cortometraggio (1914)
- A Woman There Was - regia di J. Gordon Edwards (1919)
- The Man Who Lost Himself, regia di George D. Baker (1920)
- Un vagabondo alla corte di Francia (If I Were King), regia di J. Gordon Edwards (1920)
- The Soul of Youth, regia di William Desmond Taylor (1920)
- Dice of Destiny, regia di Henry King (1920)
- When We Were Twenty-One, regia di Henry King (1921)
- A Knight of the West, regia di Robert McKenzie (1921)
- The Grim Comedian, regia di Frank Lloyd (1921)
- The Song of Life, regia di John M. Stahl (1922)
- Two-Fisted Jefferson, regia di Roy Clements (1922)
- The Masked Avenger, regia di Frank B. Fanning (1922)
- The Desert's Crucible, regia di Roy Clements (1922)
- The Men of Zanzibar, regia di Rowland V. Lee (1922)
- The Desert Bridegroom, regia di Roy Clements (1922)
- The Marshal of Moneymint, regia di Roy Clements (1922)
- Trooper O'Neill, regia di Scott R. Dunlap e C.R. Wallace (1922)
- Do and Dare, regia di Edward Sedgwick (1922)
- Bells of San Juan, regia di Scott R. Dunlap (1922)
- Catch My Smoke, regia di William Beaudine (1922)
- The Devil's Dooryard, regia di Louis King (1923)
- The Law Rustlers, regia di  Louis King (1923)
- Il cavaliere del deserto (Desert Rider), regia di Robert N. Bradbury (1923)
- Skid Proof, regia di Scott R. Dunlap (1923)
- The Man from Wyoming, regia di Robert N. Bradbury (1923)
- The Back Trail, regia di George Marshall e Clifford Smith (1924)
- The Desert Outlaw, regia di Edmund Mortimer (1924)
- Daring Chances, regia di Clifford Smith (1924)
- The Riddle Rider, regia di William James Craft - serial cinematografico (1924)
- Gold and the Girl, regia di Edmund Mortimer (1925)
- Dangerous Odds, regia di William James Craft (1925)
- The Texas Trail, regia di Scott R. Dunlap (1925)
- Ben-Hur (Ben-Hur: A Tale of the Christ), regia di Fred Niblo (1925)
- The Cohens and Kellys, regia di Harry A. Pollard (1926)
- The Yellow Back, regia di Del Andrews (1926)
- The Western Whirlwind, regia di Albert S. Rogell (1927)
- Set Free, regia di Arthur Rosson (1927)
- The Ridin' Streak, regia di Del Andrews (1927)
- La folla (The Crowd), regia di King Vidor (1928)
- The Gate Crasher, regia di William James Craft (1928)
- Dodging Danger, regia di Doran Cox - cortometraggio (1929)
- Papà mio! (Say It with Songs), regia di Lloyd Bacon (1929)
- Il bandito e la signorina (The Great Divide), regia di Reginald Barker (1929)
- The Last Frontier, regia di Spencer Gordon Bennet e Thomas Storey (1932)
- Tex Takes a Holiday, regia di Alvin J. Neitz (1932)
- Thunder Over Texas, regia di Edgar G. Ulmer (come John Warner) (1934)